# Ripoll
Ripoll is een gemeente in de Spaanse provincie Girona in de autonome regio Catalonië met een oppervlakte van 74 km². Ripoll telt 10.583 inwoners (1 januari 2016). Het is de hoofdstad van de comarca Ripollès.
Het gebied rond Ripoll is een doorgangsgebied tussen de Pyreneeën en Catalonië. De eerste sporen van mensen die in het gebied woonden dateren van de Bronstijd. Deze mensen hebben dolmens opgericht waarvan er nu nog een aantal te vinden zijn in El Sot de Dones Mortes en in Pardinella. Ook zijn er bronzen voorwerpen gevonden. Van een latere periode zijn de graven uit de Romeinse en Visigotische tijd.

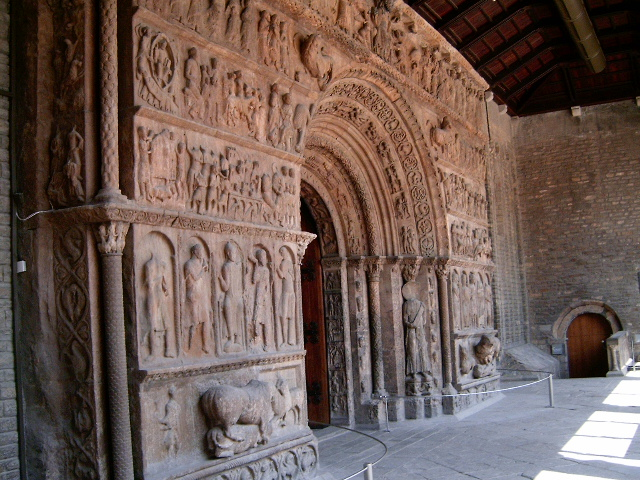
Kerk van Ripoll

Ripoll is bekend om het benedictijner klooster van Santa Maria de Ripoll, gebouwd in de romaanse stijl. De kerk is gesticht in 879 door Guifré el Pilós (Graaf Wifried I). Om het rijk gebeeldhouwde portaal van de kerk te beschermen tegen het alsmaar verder verweren is er recent een extra portaal vóór gezet.
In de 19e eeuw werd Ripoll het centrum van het Catalaans nationalisme. De Catalaanse vlaggen in de kerk zijn hier nog een uiting van.
Ripoll heeft een Etnografisch Museum, met een collectie ijzeren werken en het Sant Joan de les Abadesses Klooster Museum, dat een glimp laat zien van het sociale en culturele leven in het klooster tijdens de lange geschiedenis.

## Demografische ontwikkeling
Bron: INE; 1857-2011: volkstellingen
Opm.: in 1857 werd het dorp Llaés aangehecht; in 1975 werd de gemeente Parroquia de Ripoll aangehecht